# Peniagone vitrea
Peniagone vitrea — вид голотурій родини Elpidiidae .

## Поширення
Глибоководний вид, що поширений на півночі Тихого океану. Вперше виявлений під час експедиції Челленджера 1872—1876 років.

## Оригінальний опис
- Théel, H. (1882). Report on the Holothuroidea dredged by H.M.S. 'Challenger' during the years 1873-76. Part i. Report on the Scientific Results of the Voyage of H.M.S. Challenger during the years 1873—1876. Zoology. 4 (part 13): i-ix, 1-176, pl. 1-46., available online at http://19thcenturyscience.org/HMSC/HMSC-Reports/Zool-13/htm/doc.html